# F4F Wildcat
Az F4F Wildcat (jelentése „Vadmacska”) az Amerikai Haditengerészet alapvető vadászrepülőgép típusa volt a második világháború első felében. A típust a Grumman cég fejlesztette ki és gyártotta, főként hajófedélzeti üzemeltetésre. Az amerikaiakon kívül a brit Flotta-Légierő (Fleet Air Arm) is igényt tartott rá, ők vetették be először a típust harcokban, 1940 utolsó hónapjaiban. A General Motors is gyártotta előbb FM–1 Wildcat jelzéssel, majd FM–2 Wildcat néven könnyített szerkezettel és erősebb motorral, amiket a kísérő repülőgép-hordozókon alkalmaztak még a világháború után is. 1943-tól a szintén Grumman fejlesztette F6F Hellcat váltotta fel az Amerikai Haditengerészetnél.
Manőverező képessége és emelkedő képessége elmaradt csendes-óceáni fő riválisától, a japán Zero-tól, de jól kiképzett pilótával és jó taktikával sikerrel vehette fel ellenfeleivel a manőverező légiharcot.
A Wildcat nevet hivatalosan 1941. október 1-jén kapta meg a típus.

## Története
Az Amerikai Haditengerészet 1936-ban tendert írt ki a kétfedelű Grumman F3F leváltására. A két tenderező pályamű, a Brewster XF2A–1 és a Grumman XF4F–1 típusjelű gépei voltak. Utóbbi az F3F kissé módosított, de szintén kétfedelű változata volt. A tendert végül a Brewster gépe nyerte, ezzel a Haditengerészet első rendszeresített egyfedelű vadászrepülőgépe lett F2A Buffalo néven. 1937–1938 között gyártották, szolgálatba 1938 júniusában állt. A kudarcból okulva átépítették az XF4F–1-et egyfedelűre és XF4F–2-re nevezték át. A tengerészet októberben felkérte a Grummant, hogy tervezze át prototípusát egy újabb vizsgálat érdekében. Noha a légügyi hivatal (Bureau of Aeronautics) sorozatszámát (Bureau # 0383, ez volt a farkára is festve) nem változtatták meg (vélhetően azért, hogy a bürokratáknak ne legyen feltűnő az új projekt), mégis egy teljesen újszerű gépet alkottak: az XF4F–2 törzsét (szárnybekötések) és farkát kissé módosították, egy új egyfedelű szárnyat szerkesztettek hozzá és a Pratt & Whitney mechanikus-feltöltővel segített R–1830-as Twin Wasp csillagmotorját építették be. A prototípus típusjelölése XF4F–3-ra változott, amit 1939 februárjában fejeztek be. Az új szerkezet nagyságrendekkel jobb teljesítményt mutatott, ami láttán augusztusban egy 54 db-os elősorozat legyártására kaptak megrendelést a tengerészettől. A tesztelések során még több módosítást hajtottak végre (főként a farok körül), amíg ki nem alakult a későbbi F4F–3 néven szolgálatba állított repülőgép.
Az első legyártott gép 1940 februárjában készült el. Franciaország is rendelt a típusból (Wright R–1820 Cyclone motorral), amit a kapituláció után a Brit Királyi Haditengerészet állított szolgálatba Martlet I néven. Mindkét haditengerészet – az amerikai és a brit is – 1940-ben állította szolgálatba. A típus 1941. október 1-jén felvette a Wildcat nevet, pár hónappal korábban pedig kivonták a Buffalo-t a Haditengerészet és a Tengerészgyalogság állományából.
A következő változat, az F4F–4 1941-ben szállt fel először, szolgálatba 1942 elején állt. A brit harcászati koncepcióknak megfelelően ebbe már 6 db M2 nehézgéppuskát építettek, a lőszerjavadalmazás kárára. A nehezebb gépnek romlottak a repülési jellemzői, de a haditermelés erre az altípusra készült fel. Szárnyfeleit hátrahajthatóra tervezték, így a hordozók fedélközeiben több gép fért el. 1942 júniusában a midwayi csatában is ezt az altípust vetették be, ahol az amerikai pilóták saját kárukon tanulták meg hatékonyan alkalmazni őket. A gépeket ezután bevetették a guadalcanali és a közép-Salamon-szigeteki hadjáratokban, valamint az atlanti és észak-afrikai hadszíntereken is.
1942 végén, 1943 elején a Grumman befejezte az F–4 altípus gyártását (a Hellcat miatt) és a General Motors keleti repülőgépgyárát (General Motors’ Eastern Aircraft Division) szerelték fel, ahol FM–1 jelzéssel gyártották azt 4 db géppuskával (gyakorlatilag az F–3 változat). A két gyár közel 3000 db-ot gyártott a Wildcat-ekből a amerikai és brit megrendelésre az FM–2-ig.
1943 végén a GM EAD felkészült az FM–2 gyártására. A gyártás alapját a Grumman XF4F–8 prototípusa adta. Ezt az altípust szintén 4 db M2-vel látták el, de a szerkezetén könnyítettek és az erősebb, Wright Cyclone csillagmotorját építették be. Az új altípus gyorsabb, jobb emelkedő- és manőverezőképességű, nagyobb hatótávolságú lett, mint az előd. A nagyobb forgatónyomatékot produkáló motor miatt kissé megnövelték a függőleges vezérsíkot és az oldalkormány felületét is.

## Gyártás
1943-ig a Grumman gyártotta az egyes altípusokat. Majd az F6F Hellcat gyártásra való felkészülése miatt a gyártósorokat áttelepítették az USA keleti partjaira, a General Motors autógyártó üzemeibe. Ezen üzemek összefogására, ahol repülőgépgyártás folyt, egy vállalatot alapítottak General Motors' Eastern Aircraft Division (GM EAD) néven.
- Az elősorozatból 54 db-ot építettek.
- F4F–3 – a Grumman gyártotta
- F4F–4 – a Grumman gyártotta
- FM–1 – a GM EAD gyártotta

A három altípusból a két gyár összesen körülbelül 3000 db-ot gyártott amerikai és brit megrendelésre.
- FM–2: a GM EAD több mint 4000 db-ot gyártott le 1943–1945 között amerikai és brit megrendelésre.

Összesen több mint 7000 db repülőgépet gyártott a két gyár.

Grumman F4F–4 Wildcat

## Típusváltozatok

### Martlet II
100 db PW Twin Wasp-al. Több Martlet II-nek hátrahajtható voltak a szárnyfelei.

### Martlet III
30 db PW Twin Wasp-al

## Megrendelő és üzemeltető országok
Az Amerikai Egyesült Államok Haditengerészete
 Az Amerikai Egyesült Államok Tengerészgyalogsága
 Brit Flottalégierő
- 81 db G–36A-t vettek át 1940 szeptemberében, amit a franciák rendeltek, de a kapituláció miatt nem szállították le nekik.
- 100 db Martlet II 1200 LE-s PW Twin Wasp-al.
- 30 db Martlet III 1200 LE-s PW Twin Wasp-al.
- 220 darab F4F–4B Cyclone motoros Martlet IV gépet vettek át a Lend-lease keretében 1942-től.
- 300 db FM–1-es Martlet V, PW motorral. 1944 januárjában a megmaradt Martlet IV-V gépket Wildcat IV, Wildcat V-re nevezték át.
- 340 db FM–2-es Martlet VI 1944-től.

 Kanadai Királyi Légierő

## Harci alkalmazás
A típus ideális kezdő-típussá vált a világháború folyamán a két rendszeresítő országnak. Nem volt elsőrangú vadászrepülőgép, de a rajta szerzett repülési tapasztalat a nagyobb, erősebb gépeken (Hellcat, Corsair) igazolta magát. Több pilóta kiemelkedő teljesítményt ért el. Köztük a VMF–121 kötelékében repülő Joe Foss, aki 26 igazolt légigyőzelmével a legeredményesebb Wildcat-pilóta lett a második világháború alatt, és kiérdemelte a kongresszusi Becsületrendet is. A második legeredményesebb pilóta a VMF–223-ban szolgáló John Lucian Smith, 19 igazolt légigyőzelemmel, szintén a Becsületrend tulajdonosa lett. John S. „Jimmy” Thatch Wildcat-„ász” később admirális lett. Marion Eugene Carl, a harmadik legeredményesebb Wildcat-pilóta 16,5 igazolt légigyőzelmet ért el, továbbá még kettőt F4U Corsairrel, ugyanis a VMF–221-ben és a VMF–223-ban is szolgált.

### Brit Flotta-Légierő (Fleet Air Arm)

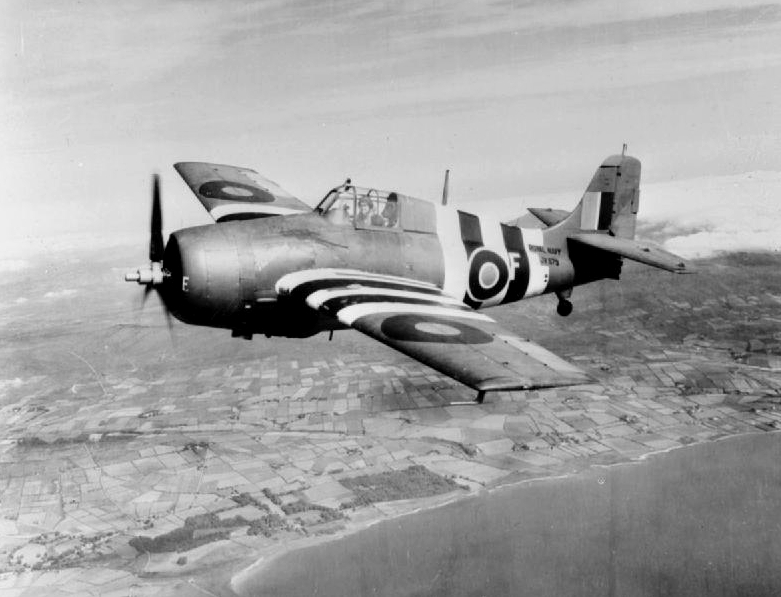
A Flotta-Légierő Észak-írországi Eglington honi bázisú 846. Századának egyik Normandia-sávos Wildcat-je 1944. június 26-án

Az első légigyőzelmet brit zászló alatt repülő, amerikai gyártású vadászrepülőgéppel mégis egy brit érte el a Scapa Flow-i öbölnél, amikor egy Ju 88-at lelőtt 1940. december 24-én.
A korai Martlet-ek partról és repülőgép-hordozókról is üzemeltek. A HMS Audacity (D10) a 802. Tengerészeti Légiszázad (802 Naval Air Squadron) 8 db Martlet-ével hajózott ki Gibraltárról konvojvédelmi célból 1941 szeptember elején. Szeptember 21-én a kijelölt konvojt támadó Fw 200 Condort lelőtte az egyik Martlet, majd még aznap a Finisterre-foktól 500 mérföldre az U–751 elsüllyesztette a hordozót. A találatot követően 70 percig volt a felszínen. Pár nappal korábban az egyik gépe vízibombával elsüllyesztette az U–131-et.
A brit tengerészet Wildcat-jeit tengeri járőrszolgálatra osztotta be, főként a Fairey Swordfish-eket oltalmazták. Bevetették őket a mediterrán hadszíntéren, Madagaszkár bevétele során (Ironclad hadművelet) és a normandiai partraszállás idején is.

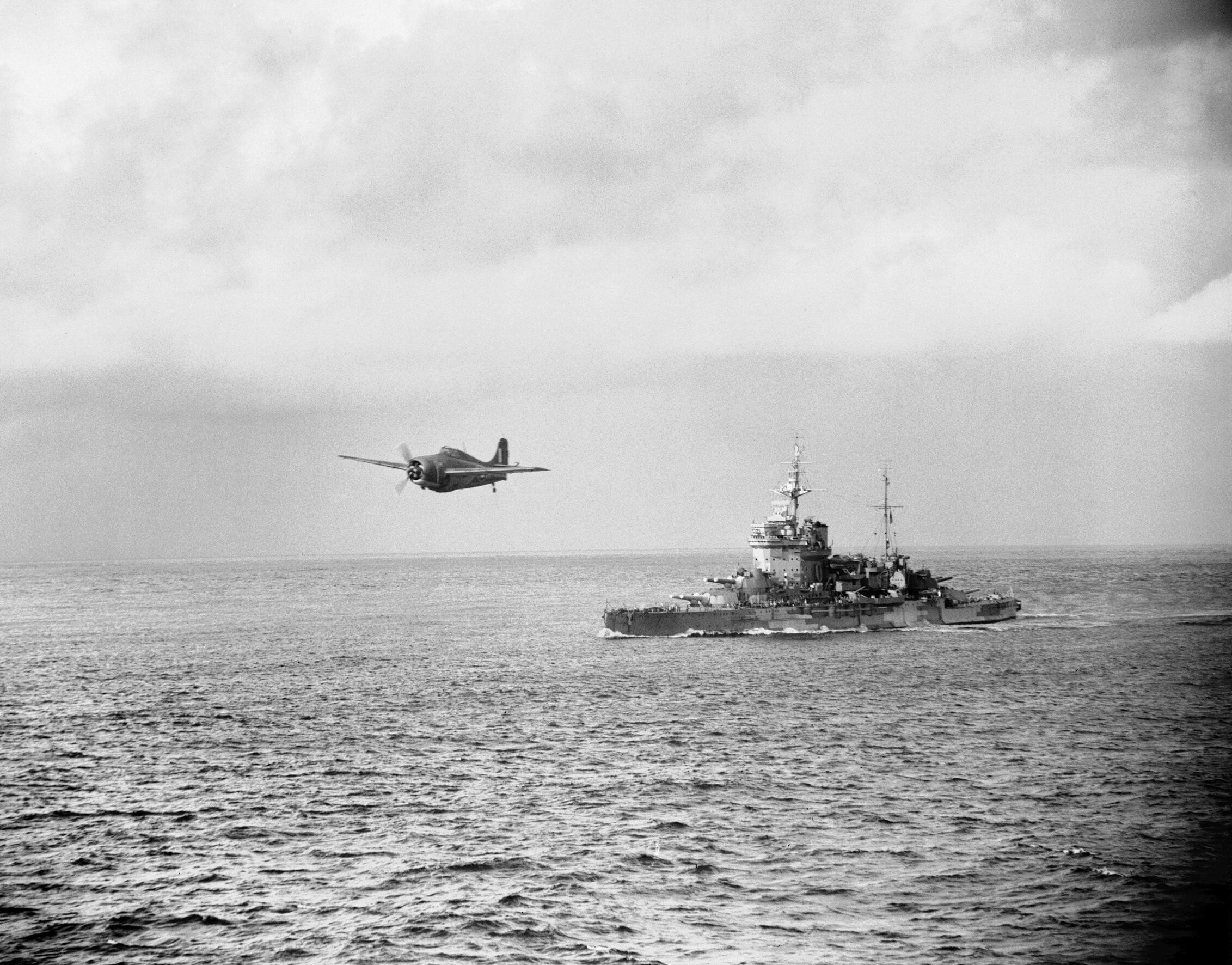
A Fleet Air Arm HMS Formidable repülőgép-hordozóra települt 888. századának egy Grumman Martlet vadászgépe a madagaszkári hadműveletek során, 1942-ben. A háttérben a brit Keleti Flotta (Eastern Fleet) zászlóshajója, a Queen Elizabeth osztályú HMS Warspite csatahajó látható.

### Amerikai Haditengerészet és Tengerészgyalogság
Az FM–2-t az amerikai haditengerészet kísérő repülőgép-hordozóin és repülőgép-anyahajóin alkalmazta mind az atlanti-, mint a csendes-óceáni hadszíntéren. Az atlanti térségben csak tengeralattjáró-elhárító bevetéseket teljesítettek a TBF Avenger-ekkel, a csendes-óceáni térségben viszont ezen felül légoltalmi fedezetet adtak a partra szálló erőknek. Itt több alkalommal kerültek összetűzésbe japán gépekkel és két pilóta is „ász” lett. 1944. október 25-én a Samar-i csatában komoly károkat okoztak a japán flottaerőkben.